# 台北聯營公車299路線
台北聯營299路線，是一條由三重客運及大都會客運聯營，往來新北市新莊與臺北市永春高中間的公車路線。

## 簡介
- 台北聯營公車299路線，起訖點為永春高中至新莊，路線長度約為25公里。其前身為台北市公共汽車管理處的市營／聯營27路線，當時營運路線是松山商職至台北車站，行經忠孝東路，1989年10月28日改號為299，同時三重客運也加入營運，並且延伸至輔大。該路線跨越淡水河之後行經中山高架橋、彎繞人口稠密的新莊住宅區，共設有49站。以2段票收費，分段點為台北車站[1]:214。1998年增加停靠三重區中華路口[2]。
- 299路線的西半部是新莊區與台北市中心連接的重要運輸動脈，尖峰時段發車班距最密集時僅有3至5分鐘，總配車數65輛（2024年資料，大都會客運35輛、三重客運30輛），僅次於往來松山、板橋之間的307路線[1]:221，運輸量及營收皆在台北聯營公車之中名列前茅，被視為台北聯營公車的黃金路線之一。只是，其中大都會客運部分和46路及306路一樣並未更換為低底盤公車，當46路更換為鳳凰塗裝公車時，299路線大都會客運部分也隨之更換同款公車，但有網友認為為避免高低落差妨害輪椅族上車，再加上299路線因行經中心診所醫院及台北車站等重要交通節點，希望將這三條都能更換為全新的低底盤，而大都會客運曾以無法爬山到松職總站為由不考慮換車。[來源請求]最後大都會客運於2013年12月將配車全面更換為低地板公車，三重客運並於2015年8月隨車輛汰換第一次更換5輛新低地板車輛至本線行駛。
- 臺北捷運新莊線於2012年1月5日通車至輔大站[3]，取代299線的一部份的運輸功能，業者曾預估新莊線免費試乘時期恐影響三成營收且收費後也將有一成乘客「回不來」[4]，特別是有無障礙設施需求之乘客。
- 2022年4月23日起，配合三重客運新莊站搬遷至樹林區俊英街，路線延長並將起訖站標示改為「新莊－永春高中」，同時配合調整雙邊端點末班車為23:25(僅單向行駛)。[5]
- 本路線曾有區間車，已於2020年10月12日起停駛。[6]
- 2025年8月22日：「交通部觀光署」(雙向)站位遷移[7]

## 歷史車輛照片集

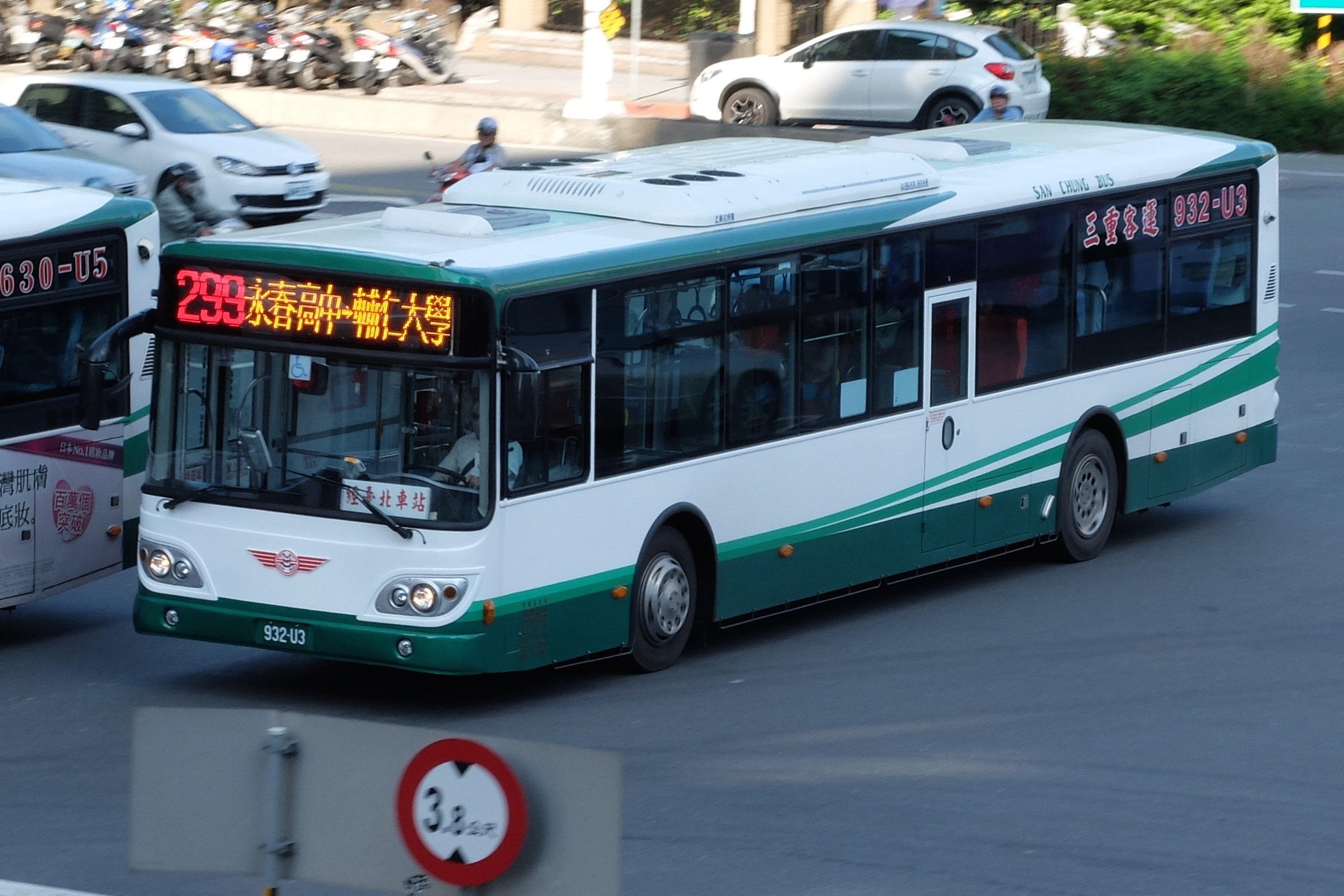
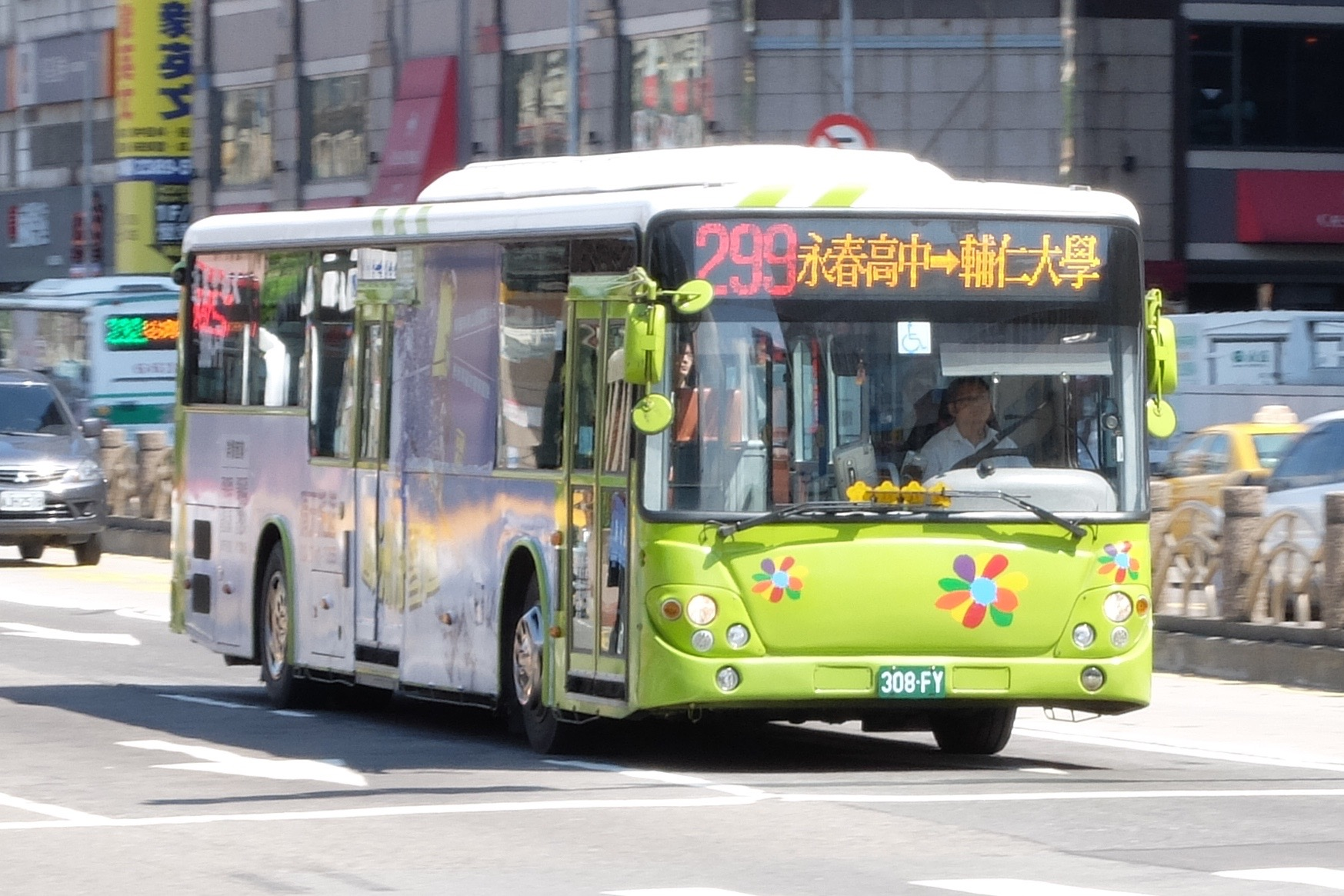

## 外部連結
- 三重客運（页面存档备份，存于）
- 大都會客運（页面存档备份，存于）
- 大臺北公車299
- 大臺北公車299區
- 暢行台北公車客運資訊站的Facebook專頁